# En dos stryknin
En dos stryknin (originaltitel: The Mysterious Affair at Styles) är en detektivroman från 1920 av Agatha Christie. Den skrevs 1916 och publicerades första gången i USA i oktober 1920 och i Storbritannien den 21 januari 1921.
Boken var Christies första publicerade roman. Den introducerar Hercule Poirot, kommissarie (senare chefskommissarie) Japp och Arthur Hastings. Poirot, en belgisk krigsflykting, slår sig ner i England nära Emily Inglethorps hem. Hon har hjälpt honom till ett nytt liv i England. Hans vän Hastings anländer som hennes gäst. När mrs Inglethorp mördas använder Poirot sina detektivkunskaper för att lösa mysteriet.
Boken innehåller en karta över huset, mordscenen och en teckning av ett fragment av ett testamente. Den första publiceringen av romanen gick som veckoserie i The Times, inklusive kartor över huset och andra illustrationer som ingick i boken. Romanen var en av de tio första böckerna som gavs ut av Penguin Books vid dess start 1935.
Agatha Christies första deckarroman togs väl emot av recensenterna i England och USA. En analysgenomgång som gjordes 1990 var positiv till handlingen och ansåg att romanen var en av Christies få som är väl förankrad i tid och plats, en historia som är medveten om att den beskriver slutet på en era och där handlingen är finurlig. Christie hade ännu inte bemästrat skickligheten fullt ut i sin första roman då "alltför många ledtrådar tenderade att ta ut varandra"; detta bedömdes som en svårighet "som Conan Doyle aldrig helt och fullt överkom, men som Christie skulle göra."

## Skrivarbete och originalpublikation
Agatha Christie började arbeta på En dos stryknin 1916 och skrev det mest i Dartmoor. Karaktären Hercule Poirot var inspirerad av hennes erfarenheter som sjuksköterska, då hon skötte om belgiska soldater under Första världskriget, och av belgiska flyktingar som levde i Torquay.
Manuskriptet refuserades av förlagen Hodder and Stoughton och Methuen. Christie skickade då manuskriptet till The Bodley Head. Efter några månader övervägde förlagets grundare John Lane att godta det på villkor att Christie gjorde några smärre ändringar i slutet. Hon reviderade det näst sista kapitlet och ändrade platsen för Poirots stora avslöjande från domstolessalen till biblioteket på Styles. (Några moderna upplagor av boken innehåller även en appendix med det "opublicerade" originalslutet i domstolen. Det slutet är snarlik finalen vad gäller innehåll med dialoger från andra karaktärer ersatta av dialoger från domaren och Sir Ernest Heavywether.) Christie hävdade senare att kontraktet hon skrev under med Lane var exploaterande.
En dos stryknin gavs ut av John Lane i USA i oktober 1920 och av The Bodley Head i Storbritannien den 21 januari 1921. USA-versionen kostade $2.00 och Englandsversionen sju shilling och sex pence (7/6).

## Handling
En morgonen upptäcker tjänarstaben på Styles att husets åldriga ägarinna Emily Inglethorp har dött. Hon har blivit strykninförgiftad. Arthur Hastings, en soldat från västfronten som befinner sig på herrgården som gäst under sin konvalescens, ger sig av till den närbelägna byn Styles St Mary för att hämta hjälp från sin vän Hercule Poirot. Emily var en förmögen kvinna, hennes hushåll bestod av maken Alfred Inglethorp, en yngre man som hon nyligen gift sig med, hennes styvsöner (från hennes första makes tidigare äktenskap) John och Lawrence Cavendish, Johns hustru Mary Cavendish, Cynthia Murdoch, dottern till en avliden vän till familjen och Emilys sällskapsdam Evelyn Howard.

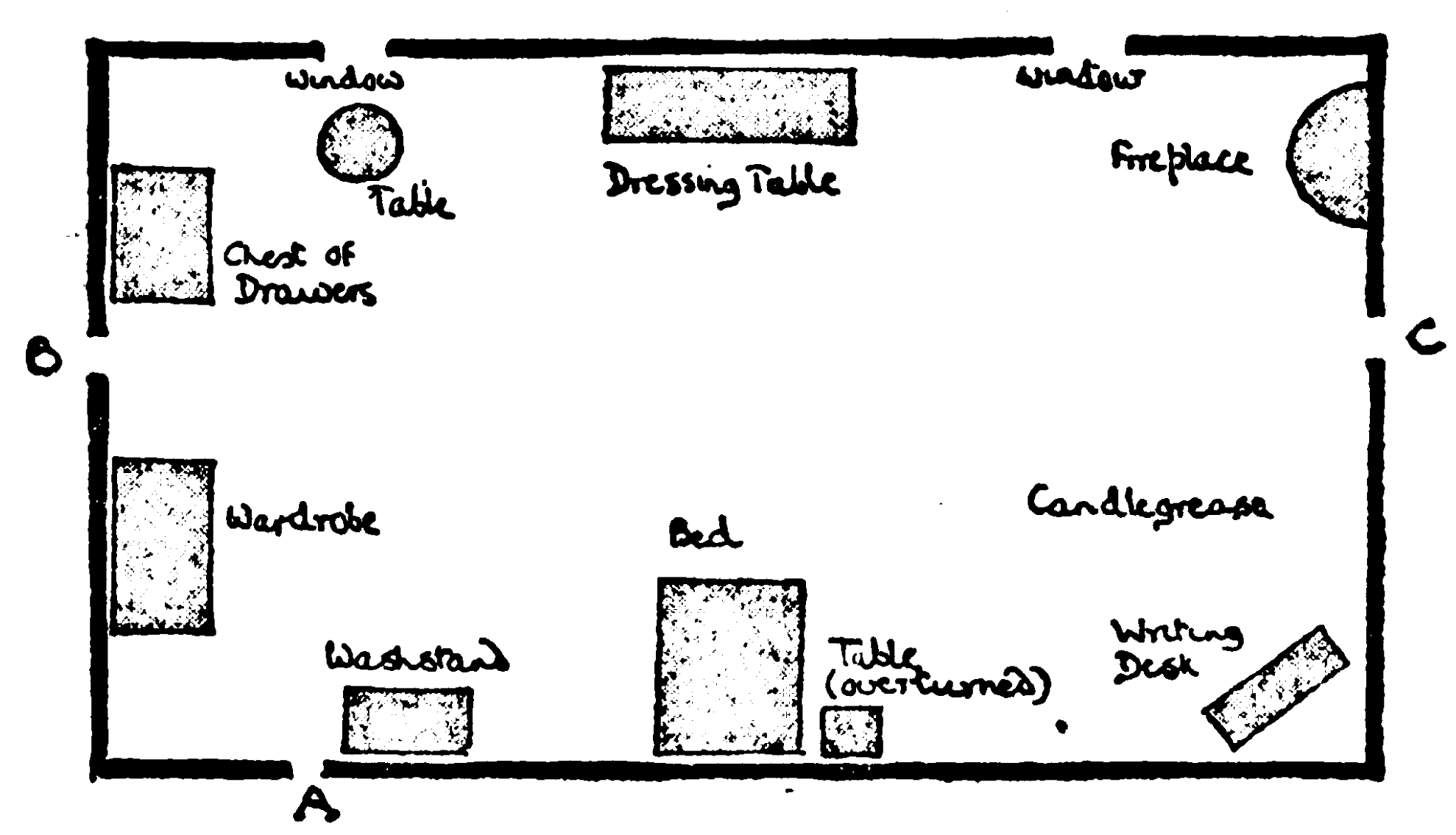
Teckning över rummet där mordet ägde rum.

Poirot får reda på att enligt Emilys testamente ärver John herrgården enligt hans fars testemente. Men pengarna som hon ärvde ska fördelas enligt hennes eget testamente, vilket hon ändrade åtminstone en gång per år; hennes sista testamente gav allt till Alfred. På morddagen hade Emily grälat med någon, förmodligen Alfred eller John. Hon hade varit ganska upprörd efteråt och upprättat ett nytt testamente. Ingen kunde finna något bevis för detta nya testamente. Alfred lämnade herrgården tidigt samma kväll och stannade i byn över natten. Under tiden åt Emily middag och drog sig tidigt tillbaka till sitt rum med sitt dokumentskrin; när kroppens återfanns hade skrinet brutits upp. Ingen kunde förklara hur eller när giftet gavs till henne.
Kommissarie Japp ansåg att Alfred var den första att misstänka då han skulle tjäna mest på sin hustrus död. Poirot noterar allteftersom undersökningen pågår att Alfreds uppträdande är misstänksamt. Alfred vägrar att uppge ett alibi och förnekar öppet att han skulle ha införskaffat strykning i byn trots bevis som påstår motsatsen. Japp är ivrig att arrestera honom men Poirot griper in och bevisar att han inte kunde ha införskaffat giftet; signaturen på kvittot är inte hans. Misstankarna faller nu på John, näste man att tjäna på Emilys testamente och avsaknad av ett alibi vid tidpunkten för mordet. Japp låter arrestera honom: handstilen på kvittot är hans; den lilla flaska som giftet var i återfinns i hans rum; ett lösskägg och en pincené identiska med Alfreds blir funna på herrgården.
Poirot frikänner snart John från brottet. Han avslöjar att mordet begicks av Alfred Inglethorp med hjälp av hans kusin Evelyn Howard. Paret låtsades vara ovänner men var egentligen älskande. De lade bromid i Emilys vanliga medicin och gjorde den sista dosen dödlig. Därpå uppgav de falska belägg som skulle misstänkliggöra Alfred, men som de visste skulle motbevisas vid rättegången; en gång frigiven kunde han inte dömas för samma brott igen om inte äkta bevis emot honom uppdagades. Paret satte dit John som en del av planen; Evelyn förfalskade hans namnteckning och bevisen emot honom fabricerades.
Poirot förklarar att han hindrade Japp från att arrestera Alfred då Poirot såg att Alfred ville bli arresterad. Tack vare en lycklig slump av Hastings finner Poirot ett brev i Emilys rum som i detalj visar på Alfreds avsikter med Evelyn. Emilys upprördhet eftermiddagen hon dog berodde på att hon hade funnit brevet i Alfreds skrivbord i sin jakt på frimärken. Emilys skrin hade Alfred brutit upp när han insåg att hon hade brevet. Alfred gömde därpå brevet i rummet för att inte bli påkommen med det på sig.

## Personer
- Hercule Poirot – Välkänd belgisk privatdetektiv. Han bor i England efter Första världskrigets slut. Ombedd att undersöka fallet av din gamle vän Hasting.
- Arthur Hastings – Poirots vän, och berättaren i boken. Han är gäst på Styles Court under sin konvalescens från kriget.
- Kommissarie Japp – En detektiv från Scotland Yard. Han är vän till Poirot vid tiden för romanens början.
- Emily Inglethorp – En förmögen gammal kvinna, och hustru till Alfred Inglethorp. Hon ärvde sin förmögenhet och hemmet Styles Court från sin förste make Mr Cavendish. Hon är offret i boken.
- Alfred Inglethorp – Emilys andra make och 20 år ungre än henne. Ansedd av hennes familj som en bortskämd lycksökare.
- John Cavendish – Emilys äldre styvson från hennes första makes tidigare äktenskap, och bror till Lawrence. John var tidigare advokat och har känt Hastings i många år. Det är han som bjuder in Hastings till Styles i början av historien. Han genomgår en del problem i sitt äktenskap med hustrun Mary.
- Mary Cavendish – Johns hustru och vän till Dr Bauerstein.
- Lawrence Cavendish – Emilys yngre styvson från hennes första makes tidigare äktenskap, och bror till John. Känd för att ha studerat medicin och arbetat som doktor.
- Evelyn Howard – Emilys sällskapsdam och syssling till Alfred Inglethorp, till vilken hon dock uttrycker en stark avsky.
- Cynthia Murdoch – Dottern till en avliden vän till familjen, föräldralös. Hon arbetar vid ett närbeläget sjukhus.
- Dr Bauerstein – En berömd toxikolog, som bor nära Styles.
- Dorcas – Husa på Styles. Lojal med Mrs Inglethorp.

## Dedikation
Boken är tillägnad "Min moder".
Christies mor Clarissa ("Clara") Boehmer Miller (1854–1926) hade en stark inverkan på hennes liv och de båda var mycket nära varandra, särskilt efter faderns död 1901. Det var under tiden som Christie var sjuk (ca 1908) som modern föreslog att hon skulle börja skriva. Resultatet blev The House of Beauty, numera ett förlorat verk, som försiktigtvis blev starten på hennes skrivarkarriär. Senare reviderade Christie historien till The House of Dreams och den publicerades i volym 74 av The Sovereign Magazine i januari 1926 och många år senare, 1997, i bokform som While the Light Lasts and Other Stories.
Christie dedicerade också sin debutroman som Mary Westmacott, Giant's Bread (1930), till sin moder som dock var död vid den tiden.

## Litterär betydelse och mottagande
The Times Literary Supplement (3 februari 1921) gav boken en entusiastisk om än kort recension vilken konstarerade: "Det enda felet denna historia har är att den nästan är alltför genial." Vidare beskrevs bokens handling och recensionen slutade med: "Det lär vara författarens första bok och resultatet av ett vad om möjligheten av att skriva en detektivhistoria i vilken läsaren inte skulle kunna peka ut mördaren. Varje läsare måste konstatera att vadet vanns."
The New York Times Book Review (26 december 1920), var lika imponerad:
 Även om detta lär vara fröken Agatha Christies första publicerade bok, så kan man inte tro det... Du måste vänta tills näst sista kapitlet i boken för den sista länken i beviskedjan vilket möjliggjorde för Mr Poirot att avslöja den komplicerade handlingen och lägga skulden på den som förtjänade det. Och du kan lugnt slå vad med dig själv att fram tills du har hört M. Poirots sista ord om den mystiska händelsen på Styles, så kommer du att gissa vilt angående lösningen och förmodligen inte lägga denna underhållande bok åt sidan.
Bokrecensionen i The Sunday Times den 20 februari 1921 citerade förläggarens PR-text angående att Christie skrivit boken som ett resultat av ett vad gällande att hon inte skulle kunna skriva utan att läsaren kunde gissa vem mördaren var: "Personligen fann vi inte "bristen" vara så svår, men vi erkänner villigt att historien är, särskilt för en förstagångsskribent, mycket väl utförd och att lösningen på mysteriet är resultatet av ett logiskt tänkande. Historien tappar inte fart och flera av karaktärern är välskissade."
Skribenten som författade sin kolumn under pseudonymen "En man i Kent" den 10 februari 1921 i den kristna tidningen The British Weekly prisade romanen men var väl generöd när det gällde att avslöja mördarnas identitet:
 Den kommer glädja alla som verkligen njuter av detektivhistorier, från Mr McKenna och neråt. Jag har hört att detta är fröken Christies första bok, och att hon skrev den som svar på en utmaning. Om det stämmer så var bragden enastående, för boken är konstruerad så skickligt att jag inte kan komma på någon nyutkommen bok som närmar sig den i meriter. Den är väl skriven, väl sammansatt och fylld av överraskningar. När misstänker läsaren mördaren första gången? För egen del blev jag övertygad redan från starten att den medelålders maken till den gamla damen var väl kvalificerad att mörda henne, och jag vägrade att ge upp denna övertygelse när anklagelserna emot honom mildrades för en stund. Men jag var långt ifrån förbereddd på att hans medbrottsling var den kvinna som utgav sig för att vara en vän. Jag borde tillägga att den expert på detektivhistorier som jag tillfrågade sade att han var övertygad från början att den riktiga skurken var den kvinna som offret trodde sig vara bästa vän med. Jag hoppas inte att jag har avslöjat för mycket av handlingen. Älskare av bra deckare kommer utan undantag glädjas över boken.
The Bodley Head citerade utdrag från denna recension i kommande böcker av Christie, men förståligt nog inte de passager som avslöjade skurkarnas identitet.
"Entré för Hercule Poirot, den briljante – och excentriske – detektiv som, på en väns begäran, lämnar pensionslivet och ger sig in ett klassiskt mysterium i utkanten av Essex. Offret är en förmögen härskarinna på Styles Court, funnen i sitt låsta sovrum med sin förre makes namn på sina döende läppar. Poirot frågar ut hennes nya förmögenhetsjagande make, hennes håglösa styvsöner, hennes privatläkare och hennes inhyrda sällskapsdam. Svaret är definitivt giftiga. Vem som är ansvarig och varför kan endast avlöjas av mästerdetektiven själv." (Bokomslag, Berkley Book edition April 1984)
I sin bok, A Talent to Deceive – An Appreciation of Agatha Christie, skrev Robert Barnard:

Rent allmänt är En dos stryknin en avsevärd bedrift av en debuterande författare. Landsortsmordet är en stereotyp inom deckargenren, vilken Christe inte utnyttjar fullt ut. Familjefestligheter är mer hennes linje och det är vad vi har här. Detta är en av de få Christieverken förankrade i tid och plats: vi befinner oss i Essex under Första världskriget. Familjen samsas under samma tak på grund av kriget och en matriark som är krävande snarare än tyrannisk – inte någon av hennes senare fantastiska monster, men en sympatisk och lätt skisserad karaktär. Om familjens livsstil för oss verkar slösaktig, till och med extravagant, anar vi att vi bevittnar början på slutet för den Edwardianska sommaren, att epoken med sommarvistelser på herrgårdar har nått vägs ände. Christie utnyttjar till fullo detta tidslut på flera sätt: samtidigt som hon använder tjänarna och deras vittnesmål infinner sig en känsla av förfall, av uppbrott; feodala attityder existerar men spricker snabbt. Matriarkens äktenskap med en mystisk man är den centrala händelsen i en intrikat väv av subtila förändringar. Familjen är enkelt men effektivt karaktäriserade, och i utkanten av historien finns byborna, de enkla affärsmännen och bönderna i grannskapet. Det är en klyftig historia med spår och falska ledtrådar på löpande band. Vi går in i en tidsålder då ritningar över huset var ovärderlig hjälp för den aspirerande lösaren av deckare och då klyftighet var viktigar än spänning. Men här möter vi ett problem som Agatha Christie ännu inte har löst, när klyftighet över en lång tid lätt blir utmattande, och alltför många ledtrådar tenderar att ta ut varandra. Detta var problem som Conan Doyle aldrig överkom på ett tillfredsställande sätt, men som Christie skulle komma att göra.".

### Deckargenrens Gyllene tidsålder
Historien är berättad ur förstapersonsperspektiv av Hastings och innehåller många av de inslag som skulle bli ikoniska inom "Deckargenrens Gyllene tidsålder", mycket tack vare Christies inflytande. Handlingen är förlagd till en stor, isolerad herrgård på landet. Där förekommer ett halvt dussin misstänkta personer, varav de flesta döljer fakta om sig själva. I historien förekommer en serie av Red herring och överraskande vändningar.

### Inverkan på Christies karriär
En dos stryknin inledde Christie skrivarkarriär. Christie och hennes man döpte sitt hus till "Styles".
Hercule Poirot, som för första gången dyker upp i denna roman, skulle komma att bli en av de mest berömda figurerna i deckarlitteraturen. Åtskilliga år senare när Christie skrev  Ridå - Hercule Poirots sista fall förlade hon handlingen till Styles.

## Bearbetningar

### Television

#### Brittiska
En dos stryknin bearbetades till en episod i TV-serien Poirot den 16 september 1990; episoden gjordes speciellt av ITV för att fira hundraårsminnet av författarinnans födelse. I rollerna sågs David Suchet som Hercule Poirot, Hugh Fraser som löjtnant Arthur Hastings och Philip Jackson som kommissarie James Japp. Den filmades i Chavenage House i Gloucestershire i England.
Bearbetningen var generellt trogen Christies historia, även om det förekom flera avvikelser från den. Introduktionen av Poirot är rejält utökad med scener där han avbryter en militär exercis, sjunger "It's a Long Way to Tipperary" tillsammans med belgiska flyktingar och förevisar postkontoret ett bättre sätt att organisera deras varor efter länder. Bearbetningen tog också upp fler trådar till Hastings första mötte med Poirot - de två möttes i undersökningen av en skjutning i vilken Hastings var en av de misstänkta.

#### Lettiska
Romanen bearbetades till en TV-miniserir av Latvijas Televīzija med titeln "Slepkavība Stailzā". Den sändes tre kvällar 1990. I rollistan förekom Arnolds Liniņš som Puaro (Poirots namn på lettiska) och Romāns Birmanis som Hastingss (Hastings). Miniserien på ca 198 minuter inkluderade många detaljer från romanen som togs bort från andra kortare bearbetnignar och var mer trogen romanen. En skillnad från romanen är att förhöret inte finns med och istället förekommer fler scener där Džaps och Samerhejs (Japp och Summerhaye) letar efter ledtrådar på Styles Court. Även slutet följer Christies original där Poirot gör sitt sista avslöjande i rättssalen.

#### Franska
Den bearbetades till en episod i Les Petits Meurtres d'Agatha Christie, vilken sändes 2016. Seriens stjärna var Samuel Labarthe som Swan Laurence, som ersätter karaktären Poirot i denna bearbetning. Denna version skiljer sig åt från romanen, men huvudhistorien är densamma: en rik, gammal kvinna mördas av sin make tillsammans med sin arbetspartner, vilka låtsas hata varandra men som i själva verket är älskande. Vissa aspekter från romanen har bibehållits såsom att en förklädd person köpte giftet där Eve Constantin (karaktären som motsvaras av Evelyn Howard) föreställer Adrien Sauvignac (motsvarigheten till Alfred Inglethorp), och den senares avsiktliga försök att få sig själv arresterad för att framställa ett alibi. I denna version är Styles Court ett skönhetsspa istället för en herrgård på landet.

### Radio
Romanen bearbetades för radio av Michael Bakewell i fem delar 2005 som en del av radioserien Hercule Poirot för BBC Radio 4. I rollistan ingick John Moffatt som Poirot och Simon Williams som kapten Hastings. Kommissarie Japp spelades av Philip Jackson, som spelade samma roll i den brittiska TV-serien. Radioserien sändes varje vecka 5 september till 3 oktober. Alla fem avsnitten spelades in den 4 april 2005 i Bush House. Radioversionen bibehöll förstapersonsperspektivet i Hastings.

### Scen
Den 14 februari 2012 framfördes en 65 minuter lång scenbearbetning på Great Lakes Theater i Cleveland som en del av deras undervisningsprogram. Bearbetningen var gjord av skådespelaren Davis Hansen och framfördes av fem skådespelare (tre män och två kvinnor) där de flesta spelade mer än en roll.